# Herkules (film 1958)
Herkules (wł. Le fatiche di Ercole, hiszp. Hércules) – włosko-hiszpański film miecza i sandałów z 1958 roku w reżyserii Pietra Francisciego, oparty na antycznogreckim micie o Heraklesie i Argonautykach Apolloniosa z Rodos. W tytułowej roli obsadzony został amerykański kulturysta Steve Reeves.

## Fabuła

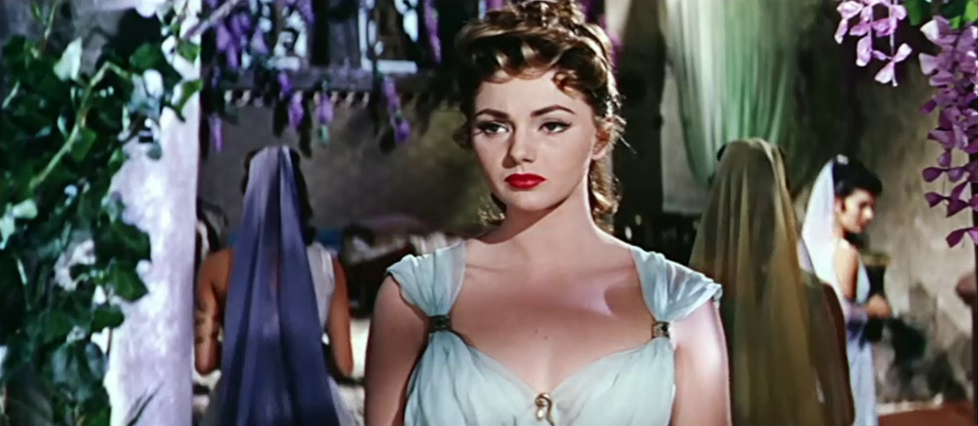
Sylva Koscina jako Jole

Gdzieś w starożytnej Helladzie niezwykle silny mężczyzna ratuje piękną księżniczkę Jolkos – Jole przed wypadkiem na rydwanie. Ta rozpoznaje w nim sławnego Herkulesa z Teb i opowiada mu dzieje jej stryja Ajzona, dawnego króla Jolkos. Jednego dnia ona, jej brat Ifitos i ich kuzyn Jazon wbrew zakazowi ujrzeli złote runo, najwyższy symbol władzy królewskiej. Tej samej nocy znika złote runo i ginie Ajzon, a władzę obejmuje jego brat i ojciec Jole i Ifitosa – Pelias. Znikają potem oskarżony o zabójstwo Ajzona Chiron i Jazon.
Herkules przybywszy do Jolkos jako nauczyciel Ifitosa dociera na dwór Peliasa. Wieszczka Sybilla przepowiada Peliasowi jego upadek spowodowany przybyciem mężczyzny z jednym sandałem. Jole prezentując Herkulesowi jego sypialnię oraz te Chirona i Jazona. Tymczasem Pelias rozmawia o Herkulesie z Eurysteuszem, skazańcem któremu zlecił zabicie Ajzona – obawia się zdemaskowania.
O ile inni uczniowie Herkulesa, jak bracia Kastor i Polluks czy Ulisses podziwiają i szanują go, tak leniwy i słaby Ifitos otwarcie nim gardzi. Herkules używając także intelektu udowadnia sławę o swej sile i upokarza Ifitosa. Następnie zabija lwa nawiedzającego Jolkos. Niestety lew śmiertelnie rani Ifitosa żądnego zemsty na Herkulesie za upokorzenie. Eurysteusz proponuje będącemu w żałobie Peliasowi, by ten rozkazał Herkulespwi zmierzyć się z bykiem kreteńskim. Także i jego udaje się zabić Herkulesowi.

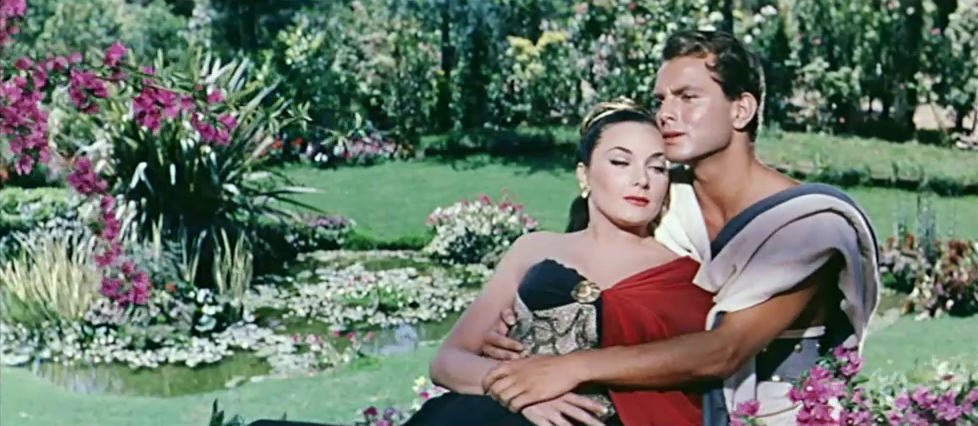
Gianna Maria Canale jako Antea i Fabrizio Mioni jako Jazon

Po walce odkrywa pieczarę, w której ukrywają się Jazon i umierający Chiron, który był również nauczycielem Herkulesa. Mówi mu, że ukrywał Jazona przed królobójcami i ukrył złote runo w Kolchidzie. Odmawia jednak im ujawnienia prawdziwej tożsamości zabójcy Ajzona. W drodze do Jolkos Jazon i Herkules pomagają w przeprawie przez rzekę, gdzie Jazon gubi sandał. Ten szczegół przykuwa uwagę Peliasa, który zezwala na wyprawę do Kolchidy. Eurysteusz decyduje uczestniczyć w załodze Jazona, zwanej Argonautami od okrętu Argo i jego kapitana Argosa, celem sabotażu.
Argonauci chronią się przed sztormami na wyspie Amazonek, gdzie ich królowa Antea chce uwieść Jazona. Ulisses podsłuchuje Amazonki planujące zabicie Argonautów i przekazuje wieści Eskulapowi. Nocą Herkules wyprowadza omamionych Argonautów i Argo odpływa. Nakazuje też Orfeuszowi stłumić wołania Amazonek do wciąż otępionych mężczyzn.
Argonauci docierają do Kolchidy, gdzie atakują ich małpoludy, a w tym samym czasie Jazon walczy ze smokiem pilnującym złotego runa. Po zabiciu smoka Jazon odkrywa, że na runie Ajzon przed śmiercią napisał wiadomość o spisku Peliasa. Jazon obwołany przez Argonautów prawowitym królem Jolkos odstępuje od zemsty, wypełniając tym samym ostatnią wolę ojca.
Po powrocie do Jolkos Herkules odkrywa, że Eurysteusz wykradł złote runo i działa z Peliasem. Zostaje jednak uwięziony, a Argonauci pozbawieni dowodów skazani na śmierć za próbę przewrotu. Herkules uwalnia się z łańcuchów i pomaga Argonautom w walce z żołnierzami Peliasa, zabijając wcześniej Eurysteusza. Pelias na widok porażki popełnia samobójstwo i pali złote runo, wyznając wcześniej Jole swe winy i proponując jej związek z Herkulesem.

## Obsada
| Rola          | Aktor               | Głos                 |
| ------------- | ------------------- | -------------------- |
| Herkules      | Steve Reeves        | Emilio Cigoli        |
| Jole          | Sylva Koscina       | Maria Pia Di Meo     |
| Jazon         | Fabrizio Mioni      | Giuseppe Rinaldi     |
| Pelias        | Ivo Garrani         | Ivo Garrani          |
| Eurysteusz    | Arturo Dominici     | Cesare Fantoni       |
| królowa Antea | Gianna Maria Canale | Andreina Pagnani     |
| Orfeusz       | Gino Mattera        | Pino Locchi          |
| Ifitos        | Mimmo Palmara       | Mario Pisu           |
| Sybilla       | Lydia Alfonsi       | Giovanna Scotto      |
| Argos         | Aldo Fiorelli       | Gianfranco Bellini   |
| Chiron        | Afro Poli           | Giorgio Capecchi     |
| Eskulap       | Gian Paolo Rosmino  | Lauro Gazzolo        |
| Ulisses       | Gabriele Antonini   | Massimo Turci        |
| Laertes       | Andrea Fantasia     | Gualtiero De Angelis |
| Kastor        | Fulvio Carrara      | Fulvio Carrara       |
| Polluks       | Willy Colombini     | Willy Colombini      |
| Tyfus         | Aldo Pini           | Bruno Persa          |
| służka Jole   | Luciana Paluzzi     | Fiorella Betti       |

## Produkcja

### Scenariusz
Po II wojnie światowej włoska branża filmowa nabrała rozpędu, gdy Stany Zjednoczone zaczęły kręcić tam swoje filmy historyczne z racji odpowiednich plenerów i tanich kosztów. Włoscy filmowcy siłą rzeczy uczyli się fachu podglądając pracę Amerykanów i byli gotowi tworzyć własne kino gatunkowe, w tym odmianę filmu historyczne – peplum, osadzone w mitologicznej/starożytnej Grecji i Rzymie.
W 1951 roku reżyser filmów peplum – Pietro Francisci po wyreżyserowaniu filmu kostiumowo-przygodowego Le Meravigliose avventure di Guerrin Meschin (1952) zapragnął nakręcić film o Herkulesie/Heraklesie z mitologii rzymskiej/greckiej świadom jego ikonografii we Włoszech. Uważał, że włoskie kino potrzebuje nowego Maciste, siłacza z epoki niemej, i Herkules będzie idealnym następcą.
Nie było to pierwsze podejście do postaci Herkulesa/Heraklesa w filmie. W 1953 roku amerykański producent filmowy Edward Small ogłosił produkcję o Herkulesie z Lexem Barkerem w tytułowej roli, jednak plany te się nie urzeczywistniły.
Francisci według własnej wersji wydarzeń napisał zarys scenariusza, używając jako szablonu poematu Argonautyki Apolloniosa z Rodos, następnie przekazał Gaio Frattiniemu i Ennio De Conciniemu, aby nanieśli poprawki. Jednak De Concini zarzekał, że pomysł na film o Herkulesie wyszedł od niego: „W chwili kryzysu wymyśliłem tak zwane sandaloni, obraz o Herkulesa. Był to okres, w którym kino włoskie wydawało się martwe. No więc powiedziałem: »Dlaczego by nie zrobić fikcji z postacią z bajki?«”. (...) Jedyną osobą, która miała jaja, by zrobić skok i dokonać tego, był Nello Santi, być może dlatego, że Francisci utrzymywał go przy życiu, ponieważ obaj byli weteranami innych udanych filmów, takich jak Orlando e i paladini di Francia. Tamte filmy były prostszymi filmami przygodowymi, podczas gdy tutaj była bajka dla dzieci zaproponowana w sposób bardziej elementarny i prostszy, aby służyła jako eskapizm dla dorosłych”.
Co do przedstawienia postaci Herkules pojawił konflikt twórczych opinii między Francisci i Ennio De Concini, co zauważył Duccio Tessari: „Francisci myślał o wykorzystaniu Mr. Muscle’a [Steve’a Reevesa] jako Herkulesa z prawdziwymi ograniczeniami siły. Zamiast tego De Concini wpadł na genialny pomysł stworzenia Herkulesa przekraczającego wszelkie granice – Herkulesa, który, jeśli rzucił dyskiem, dysk naprawdę stał się latającym talerzem, który nigdy się nie zatrzymał!”. De Concini przyznał, że napisał scenariusz nieco kapryśnie: »Przyszło mi do głowy, aby napisać [filmy o Herkulesie] w bardzo prosty sposób, ponieważ pomysł zniekształcenia Herkulesa w ironicznym tonie bardzo mnie bawił. W rzeczywistości te filmy były bardzo ironiczne, na przykład w takich dialogach: „Eskulapie, rusz się, przepłyń przez rzekę i przyjdź tutaj!« »Nie mogę; jeszcze nie wynaleźli lekarstwa na reumatyzm!« albo »Hej, ty przystojniaku z chytrym wyrazem twarzy – jak cię nazywają?« »Ulisses!« »Ach! Więc kiedy będziesz starszy, nazwą cię przebiegłym Ulissesem!« Krótko mówiąc, te filmy były kręcone z humorem, przez reżysera, który w nie wierzył i bardzo je kochał, i to z pewnością ten czynnik sprawił, że tak udany”.

### Casting
Pietro Francisci podczas pisania scenariusza szukał odpowiedniej osoby do zagrania Herkulesa, aż jego 13-letnia córka obejrzała mający włoską premierę amerykański film Atena (1954) z udziałem amerykańskiego kulturysty Steve’a Reevesa i zarekomendowała go ojcu. Po obejrzeniu filmu Francisci skontaktował się z Reevesem, który ofertę pierwotnie zignorował. Rolę przyjął dopiero po drugim liście z biletem lotniczym do Włoch i czekiem na 5 tys. dolarów. Mając Reevesa w kieszeni, Pietro Francisci był w stanie uruchomić film zatytułowany jako Le fatiche di Ercole (pol. Prace Herkulesa) jako koprodukcję pomiędzy Lux Film i Galatea, raczkującą mediolańską firmą produkcyjną założoną przez Lionello Santiego i finansowaną przez jego żonę Francę Invernizi, spadkobierczynię Galbani będącą największej włoską firmą mleczarską.

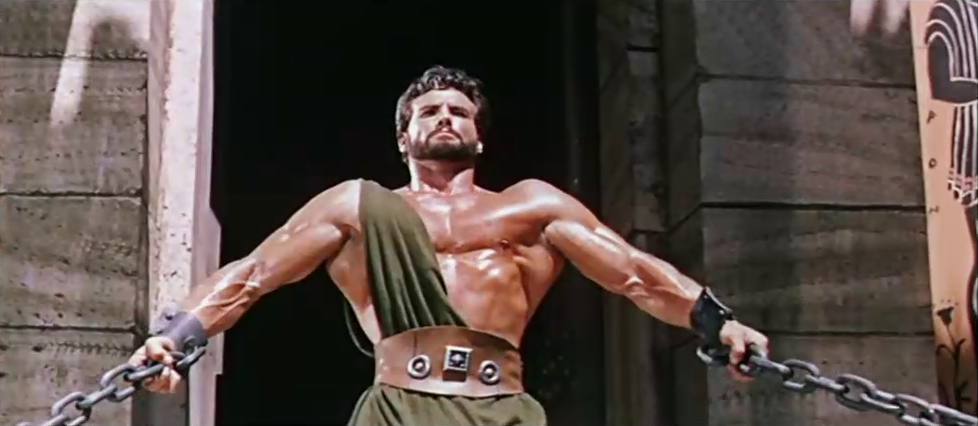
Steve Reeves jako Herkules

Obsadzenie Reevesa nastręczało jednak problemów z obsadą, m.in. znalezienie aktorki, która mogłaby zagrać u jego boku, nie dając się przytłoczyć. Francisci podobno dokonał wyboru, pokazując zdjęcia kilku pretendentek panelowi artystów i rzeźbiarzy. Wszyscy zgodzili się, że aktorką o najbardziej malowniczej figurze była zamieszkała na stałe we Włoszech chorwacka modelka Sylva Koscina.
Jako król Pelias, Ivo Garrani został obsadzony w roli dręczonego poczuciem winy, skompromitowanego szlachcica – postaci, którą wielokrotnie powtarzał, zwłaszcza w Bitwie pod Maratonem (1959)i Maski szatana (1960). Zapytany, czy w tym okresie czuł się stereotypowo, Garrani odpowiedział: „Traktowałem to jako prostą pracę, moją karierę w kinie – to znaczy, miałem zupełnie inne podejście do mojej równoległej kariery aktorskiej! Poszedłem na plan, aby kręcić Herkulesa i inne podobne filmy w możliwie najbardziej profesjonalny sposób, ale nigdy nie myślałem o tym jak o czymś innym niż tylko o pracy. Może w tamtym okresie byłem stereotypowy, ale o wiele bardziej interesowała mnie kariera teatralna, a w każdym razie zawsze pracowałem w kinie i telewizji”.
Gianna Maria Canale znana z roli czarnego charakteru w I vampiri (1957) wcieliła się w królowę Anteę, zaś Jazona zagrał Fabrizio Mioni, dla którego był to przełom, gdyż grał wcześniej drobne role. Herkules był również początkiem większej kariery 19-letniego wówczas Gabriele’a Antoniniego wcielającego w Ulissesa, a także Luciany Paluzzi, wtedy jeszcze pod swym prawdziwym nazwiskiem Paoluzzi, wystąpiła w roli jednej ze służek Jole w kilku scenach.

### Zdjęcia
Do Herkulesa Francisci zatrudnił ludzi związanych z kinem peplum. Montażem zajął się Mario Serandrei, czołowy włoski montażysta filmowy; projektantem kostiumów został Giulio Coltellacci pracujący przy Ulissesie (1954), kompozytorem jest Enzo Masetti znany z Fabiola (1949) i Attila (1954). Przy filmie pracowali inni stali pracownicy Francisciego – dyrektor artystyczny Flavio Mogherini i operator filmowy Mario Bava, który oprócz zdjęć nadzorował dział efektów specjalnych. Budżet filmu nie przekraczał 110 tys. dolarów.
W ramach przygotowań do tego zadania Bava przestudiował zdjęcia Reevesa i uważał, że o ile warunki fizyczne miał idealne, tak uważał, że gładko ogolona twarz nie pasuje do Herkulesa. W telegramie zaproponował on Reevesowi zapuszczenie zarostu do roli, co Reeves uczynił. Scenografia Mogheriniego w dużej mierze opierała się na tle płaskorzeźb przedstawiających starożytne greckie dramaty, a Bava oświetlał je, gdy oświetlał Reevesa – na pierwszy rzut oka sugerując, że ten nieśmiertelny był jedną z postaci uczestniczących w tych starożytnych reliefach. Budowa ciała Reevesa dała Bavie nowe możliwości kompozycji panoramicznej; same jego wyciągnięte ramiona kwalifikowały się jako widowisko. Film nakręcono na barwnej taśmie Eastmancolor i we francuskim formacie panoramicznym Dyaliscope.
Ivo Garrani wspominał, że Francisci i Bava dzielili się obowiązkami reżyserii: „Francisci był dobrym reżyserem; znał swoją pracę bardzo dobrze. Nie był, jednak, wspaniałym technikiem – ale wiedział, jak pracować z aktorami i w pewnym sensie dopełnił się, gdy zaczął pracować z Bavą. Relacja Francisciego z Bavą przypominała symbiozę; każdy z nich miał swój określony udział w tworzeniu filmu. Bava był oczywiście tym, który musiał zająć się techniczną stroną pracy; Francisci poświęcił się reżyserowaniu aktorów – cóż, zwłaszcza aktorek [śmiech] – ale razem tworzyli niesamowity zespół reżyserski”. Nie była to jednak równomierna współpraca. Bava robił wszystko, by kadr wypadł jak najlepiej, gdy Francisciemu bardziej zależało na autopromocji i często nachalnie pozował z aktorami do fotosów, przez co też Bava musiał przejmować obowiązki reżysera. Reżyser i scenarzysta Riccardo Freda wspominał: „To praca Bavy była odpowiedzialna za sukces Francisciego, ponieważ siadał na planie i zasypiał, podczas gdy Bava zabierał się do pracy, tworząc ujęcia z efektami specjalnymi, blokując sceny i próbując aktorów. Jakby tego było mało, dowiedziałem się później, że Francisci znęcał się nad Bavą, mówiąc o nim paskudne rzeczy za jego plecami i poniżając go”.
Podczas sceny, w której Herkules używa łańcuchów przeciwko żołnierzom wroga, Francisci zirytował się Reevesem, ponieważ czuł, że ten nie wymachuje łańcuchami wystarczająco mocno, aby być przekonującym. Reeves twierdził, że nie chciał zbyt mocno wymachiwać drewnianymi łańcuchami (pomalowanymi tak, by wyglądały na metalowe), ponieważ nie chciał skrzywdzić aktorów. W odpowiedzi Francisci odkrzyknął: „Jeśli nie zostaną skrzywdzeni, nie dostaną zapłaty!”
Zdjęcia do filmu zakończono przed terminem. Reeves osobiście nienawidził noszenia brody, więc po zakończeniu zdjęć od razu ją zgolił. Gdy przybył do willi Francisciego po odbiór salda płatności, ten był oburzony zmianą wyglądu, ponieważ Reeves był nadal technicznie związany z obrazem do końca tygodnia. Reeve stwierdził, że gdyby reżyser naprawdę był jego przyjacielem, nie pytałby go o zatrzymanie zarostu. Na co Francisci odparował: „A ty, gdybyś był prawdziwym przyjacielem, nigdy byś czegoś takiego nie zrobił!”. Reeves planował spędzić krótkie wakacje na Majorce przed powrotem do Kalifornii, gdzie pracował jako rzecznik ds. public relations w American Health Studios. Rankiem w dniu wyjazdu, kiedy pakował walizki, otrzymał gorączkowy telefon od Francisciego, prosząc go o powrót na plan na dodatkowy dzień powtórek. Reeves był gotów skrócić swój urlopowy o jeden dzień, ale nalegał na negocjacje ws. warunków dotyczące jego dodatkowego czasu. Francisci argumentował: „Gdybyś był moim przyjacielem, zrobiłbyś to za darmo!”, na co Reeves stwierdził, że gdyby byliby przyjaciółmi, Francisci nie prosiłby go o to za nic.
Reeves udał się na miejsce, gdzie jego gładko ogoloną twarz pieczołowicie zakrywała sztuczna broda. Kiedy przybył Francisci, nie miał przy sobie obiecanych pieniędzy. Reeves, zauważywszy, że niebo było zachmurzone i zbyt ciemne, aby cokolwiek sfilmować, spojrzał stanowczo na swojego reżysera i orzekł: „Dopóki mi nie zapłacisz, te chmury nie znikną”. Reeves siedział na krześle aż do południa, kiedy przybył posłaniec z połową obiecanej kwoty. Wtedy też chmury się rozstąpiły i ekipa mogła przejść do pracy. Pod koniec dnia wszyscy byli na wpół przekonani, że Reeves naprawdę był Herkulesem.

### Efekty specjalne
Okręt Argo był tworzony w różny sposób. Na potrzeby scen z mężczyznami na pokładzie Argo fasada okrętu została zbudowana na powierzchni i jednej burcie wynajętego frachtowca. Z kolei Argo rzucany na wzburzone morze przedstawiony był za pomocą miniaturowych modeli. Prócz tego Bava stworzył kilka dorysówek zawierających również dwa ujęcia Argo zacumowanego w pewnej odległości od brzegu. Bava zadbał o to, aby pomalować statek czarną, cieniowaną częścią środkową. W jednym z dorysówkowych ujęć statek wydaje się mieć pracujące wiosła; w tym ujęciu, stosując dokładne pomiary, Bava przewinął film w swojej kamerze, zamaskował cały obszar ekranu z wyjątkiem nienaświetlonego czarnego obszaru w części środkowej i wstawił tam nową ekspozycję grupy wioseł podczas wiosłowania.
Zewnętrzna część Jolkos widoczna w filmie składa się głównie z dużego planu zbudowanego w Cinecittà. Bava uzupełnił to ujęcie dorysówką, w której dodał dach pałacu, zastąpiony później w filmie składaną sekcją kamiennych bloków z papier mâché, oraz całe miasto kolumnowych budynków, które zdawały się wieńczyć płaskowyż. Ivo Garrani dobrze pamiętał dzień, w którym kręcono te ujęcia: „Mam wspaniałe wspomnienia z Le fatiche di Ercole, kiedy zabrano nas na plan z fałszywymi świątyniami, które były tylko w połowie zbudowane, tylko dolna połowa. Te świątynie kończyły się tuż nad naszymi głowami, ale Bava miał te szklane obrazy, w których wszystkie górne części świątyń były ręcznie malowane. Ustawił szybę w połowie drogi między sceną a kamerą, a pomalowana część dokładnie pasowała do scenografii! Wspaniale było zobaczyć to na wydrukowanym ujęciu”. Podobnie ciemne chmury pokazane unoszące się nad Jolkos zostały naniesione aerografem na osobną płaszczyznę szkła, umieszczoną tak, aby była nieostra w stosunku do budynków w „odległości”. Za pomocą dorysówek tworzono też zewnętrzne części miasta czy budynki z kolumnami na zboczu wzgórza, gdy Argo wraca do Jolkos. Zewnętrzna część jaskini Amazonki była połączeniem rzeczywistej lokalizacji i dorysówki wykonanej przez Bavę.
Zastosowano efekty optyczne w scenie pożegnania między Herkulesem a Jole. Stanowiąca tło dla sceny fontanna została znaleziona przez Bavę na zewnątrz budynku przy Viale dell’Agricoltura, a potem sfotografowana. Następnie uzupełnił ją domalowanymi drzewami, aby wyeliminować budynek z widoku. Reeves i Koscina odegrali scenę przed blue boxiem, umożliwiając późniejsze wstawienie fontanny jako tła, która wyglądała na znacznie większą na ekranie niż w rzeczywistości.
W scenie walki Jazona ze smokiem wykorzystano wymuszoną perspektywą. Aktor w kostiumie smoka był ustawiony znacznie bliżej kamery niż Fabrizio Mioni, a użycie obiektywu o głębokiej ostrości utrzymywało równe skupienie dwóch płaszczyzn głębi, dając złudzenie, że scena rozgrywa się w tej samej odległości. Zbudowano również rekwizyty naturalnej wielkości markujące smoka, manewrowane od wewnątrz przez kilku techników. Do ryku smoka wykorzystano głos Godzilli z filmu o tym samym tytule (1954).
Byka kreteńskiego zagrał młody bizon amerykański.

### Muzyka
Ścieżkę muzyczną wykonał związany z kinem peplum Enzo Masetti. „Zbyt mało wiemy o muzyce starożytnej Grecji, ale wiemy, że Grecy kochali sztukę śpiewu i wysoko ją cenili. Ich notacja muzyczna była zupełnie inna niż nasza, ale znali siłę wokalnej i instrumentalnej melodii i harmonii oraz w mojej partyturze... Starałem się uchwycić coś ze starego greckiego ducha, jaki był wyrażany, gdy świat był młody” – powiedział wówczas Masetti.

### Postprodukcja
Podczas zdjęć Reeves wypowiadał swoje kwestie po angielsku, podobnie jak aktorzy, naturalnie bądź fonetycznie, mający z nim wspólne sceny. Ilekroć Reevesa nie było na ekranie, aktorzy odgrywali swoje sceny po włosku. Film został zdubbingowany po włosku przez studio Cooperativa Doppiatori Cinematografici z Rzymu.
Na rynek międzynarodowy wykonana została angielska wersja językowa przez studio English Language Dubbers Association z Rzymu. Głosu Herkulesa użyczył aktor radiowy Brett Morrison. Niektóre źródła podają jednak, iż Herkulesa zagrał Richard McNamara, amerykański żołnierz wojskowy, który po II wojnie światowej pozostał we Włoszech i dubbingował setki włoskich filmów na język angielski. Reeves nie dubbingował swojego własnego występu, ponieważ English Language Dubbers Association było silnie uzwiązkowione i jeśli kontrakt aktora nie określał jego prawa do dubbingowania własnego występu, granica związkowa nie została przekroczona. Oficjalny angielski tytuł brzmiał Hercules.

## Premiera i wynik finansowy
Herkules miał premierę we włoskich kinach 20 lutego 1958 roku i przyniósł dochód 887,5 mln lirów, co było niespotykane dla włoskiego filmu na tę skalę. We Włoszech na film sprzedano 5,8 mln biletów, we Francji 2,9 mln biletów, a w RFN 2,37 mln biletów zajmujące 65. miejsce najbardziej dochodowych filmów mających premierę w 1959 roku w Niemczech. W Związku Radzieckim podczas premiery w 1966 roku sprzedano bilety w ilości 31,5 mln. Na początku 1959 roku stał się najbardziej udanym filmem roku, co zaskoczyło niektórych pracujących przy filmie. Steve Reeves: „W Kalkucie w Indiach grały cztery seanse dziennie, 365 dni w roku, przez dwa lata. Odniósł również ogromny sukces w Japonii i całej Azji. Nie miałem pojęcia; gdybym o tym wiedział, to zarobiłbym na tym. Pojechałbym do Japonii i robił reklamy jak Stallone i ci faceci robiący to dzisiaj”. Ivo Garrani wspominał, że „Ercole był dla mnie tylko pracą. Nie miałem pojęcia, jaki międzynarodowy sukces odniosą te filmy, kiedy je kręciłem. Kiedy powiedziano mi o amerykańskim sukcesie filmu, usłyszałem, że to dzięki dubbingowi w komediowym stylu!”

## Wersja amerykańska
Popularność filmu we Francji i RFN spotkała się z zainteresowaniem amerykańskiego dystrybutora i producenta Josepha E. Levine, który po wielkim sukcesie Godzilli (1954) roku w Stanach Zjednoczonych szukał kolejnych filmów spoza granic Stanów Zjednoczonych. Określił on Herkulesa jako: „jeden z najgorszych obrazów, jakie kiedykolwiek widziałem, ale wiedziałem, że ma wielki urok. Wtedy był rynek na wszystko”. W Stanach Zjednoczonych popularnością cieszyły historyczne freski pokroju Ben-Hura (1959) czy Quo vadis (1951) i Levine w ten sposób chciał zbić na popularności żartując nawet, że planował zmienić tytuł filmu na Ben Hur-cules. Levine postanowił więc kupić prawa do niego dla całej Ameryki Północnej, ale cena wywoławcza Lioello Santiego była zbyt wysoka. Zamiast tego wypracował akceptowalną umowę dotyczącą wyłącznie praw do dystrybucji w USA, za którą zapłacił 125 tys. dolarów, a Warner Bros. przekazał Levine’owi 300 tys. dolarów za przywilej dystrybucji filmu w Stanach Zjednoczonych.

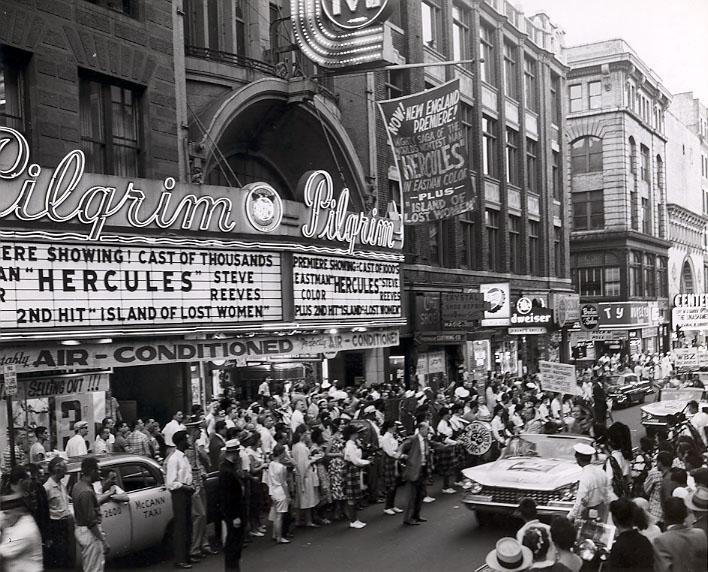
Premiera filmu w Bostonie.

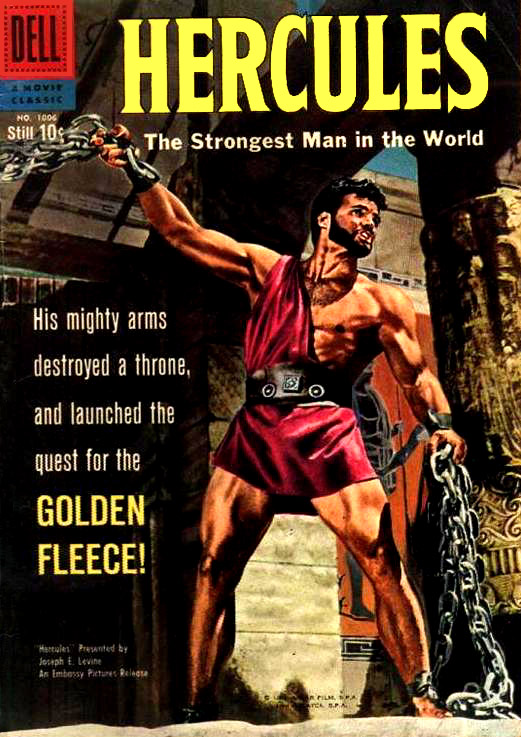
Okładka komiksowej adaptacji Dell Publications.

Levine kupił amerykańskie prawa, uznał tę ścieżkę dźwiękową za nie do przyjęcia, twierdząc, że trzask był zawsze słyszalny co 10 sekund. Zlecił więc nową angielską wersję językową, którą wykonało Titra Sound Corporation z Nowego Jorku w lutym 1959 roku. Reżyserem dubbingu był George Gonneau, który także użyczył głosu Herkulesowi. Brett Morrison grający w poprzednim dubbingu główną rolę, w tym czasie przeniósł się do Nowego Jorku i wcielił się w rolę króla Peliasa, podczas gdy głosu Eurysteuszowi użyczył popularny aktor głosowy Paul Frees.
Podczas pierwszej premiery tego filmu w Stanach Zjednoczonych w 1959 roku, materiał wydany przez Warner Bros. podawał czas trwania 107 minut. Uważa się, że 107-minutowa wersja jest oryginalną i nieocenzurowaną wersją włoską, która prawdopodobnie pokazywała więcej przemocy, niż było dozwolone w Stanach Zjednoczonych ekrany w tym czasie.
Levine wydał bezprecedensową kwotę 1,2 mln dolarów na promocję – reklamy umieszczono w ponad 130 różnych publikacjach i wykupiono bloki czasu reklamowego w telewizji. M.in. Dell Publications wydało adaptację komiksową z ilustracjami Johna Buscemy, RCA Victor zaś płyty długogrające ze ścieżką dźwiękową filmu. Promocja dotyczyła nie tyle co filmu, co osobie Levine’a, który porównywał się do dyrektora cyrku. Jak powiedział Levine magazynowi „Esquire”: „Nie miałem żadnych obaw co do Herkulesa. Każdy miał coś dla siebie. Miał smoka dla dzieci, mięśniaków dla dorastających chłopców; scena wraku statku dla kelnerów i urzędników oraz facet rozwalający cholerny budynek na strzępy! Kto nie marzy o utknięciu na jakiejś wyspie z jakimiś laskami? Poza tym obraz miał Steve’a Reevesa, który przemawia do kobiet”.
Herkules miał amerykańską premierę 22 lipca 1959 roku. Film pojawił się jednocześnie na ok. 550 amerykańskich ekranach, przez co Levine zarobił na swojej inwestycji ponad 4 miliony dolarów. Reeves skomentował, że Levine zarobił na jego filmach więcej pieniędzy niż ktokolwiek inny: „Inni ludzie też zarabiali pieniądze, ale Levine zarobił więcej pieniędzy niż ktokolwiek inny na pierwszych dwóch filmach. Zarobiłem bardzo mało”.
Kiedy Levine planował ponowne wydanie Herkulesa i jego kontynuacji Herkulesa i królowej Lidii (1959), poprosił Reevesa o występy reklamowe. Reeves poprosił o opłatę za występ, która stanowiła mniej więcej połowę tego, co płacono mu za występowanie na pokazach kulturystycznych. Levine odmówił i wykorzystywał nieznanych kulturystów na pokazach. Herkules został wznowiony w Ameryce w 1964 roku przez firmę Levine’a, Embassy Pictures, w podwójnym seansie z Herkulesem i królową Lidią.
Kiedy Herkules został ponownie wyemitowany w amerykańskich kinach w 1975 roku przez Avco-Embassy, wykonano nowe anamorficzne 35-milimetrowe kopie z negatywów z oryginalnym dubbingiem autorstwa ELDA. Kiedy w 1985 roku Embassy Pictures wydało filmy po raz pierwszy na kasetach wideo, również pojawił się ów dubbing. Druga angielska wersja językowa kilka lat później pojawiła się na wideo dzięki uprzejmości VidAmerica, która we współpracy z Image Entertainment wypuściła Herkulesa w tej wersji na Laserdisc.

## Odbiór
| „Herkules nie był W 80 dni dookoła świata. Nie był zręczną hollywoodzką produkcją. Był zagraniczny, kiepsko zdubbingowany i tandetnie wykonany, a najbardziej zbliżoną do gwiazdy osobą był Steve Reeves – były Mr. Universe, który grał tytułowego człowieka-boga. Cokolwiek zamierzał Herkules, nie każdemu by to odpowiadało.”– A.T. McKenna |

Mimo dochodów finansowych film spotkał się z negatywnym odbiorem krytyków filmowych. Z czasem Herkules zaczął być wrzucany przez krytyków do jednego worka z resztą późniejszych i coraz gorszej jakości filmów peplum. A.T. McKenna w książce Showman of the Screen: Joseph E. Levine and His Revolutions in Film Promotion stwierdził, że Herkules jest słaby w porównaniu z innymi zagranicznymi filmami dystrybuowanymi przez Levine’a i że o ile Godzilla, One! (1954) czy Bestia z głębokości 20 000 sążni (1953) niedostatki budżetowe nadrabiały kreatywnością i aktualnym komentarzem społecznym nt. ery atomowej, tak Herkules to „dość kiepska próba zarobku lub produkt uboczny hollywoodzkich widowisk objazdowych, które stały się taką cechą kina amerykańskiego w latach pięćdziesiątych”.
Levine zajadle bronił widowni filmów pokroju Herkulesa ironicznie zwracając, że ci sami „jajogłowi” krytycy zachwycają się sprowadzanymi przez niego filmami artystycznymi: „To obraz z ludźmi mówiącymi o koktajlowych imprezach. Nikt tego nie rozumie. Oni właśnie mówią o tym” .
Herkules był wyświetlanym filmem w ramach programu telewizyjnego Mystery Science Theater 3000, wyśmiewającego słabe produkcje filmowe.

## Dziedzictwo
| „Pietro Francisci uratował włoskie kino Le fatiche di Ercole, ale nikt mu nic nie przypisuje. Kiedy Amerykanie to zobaczyli, zamówili 600 kopii – 30 dla samego Chicago – a my mieliśmy tylko 30 kopii!”– Mario Bava |

„Tłem dla moich filmów o Herkulesie były starożytne poematy greckie, Le Argonauti Rodii [Apolloniusa z Rodos] i I Sette Atebe Ajschylosa. Bez obecności Steve’a Reevesa tłumaczenie tych wierszy na film... byłoby żywotne i istotne tylko dla skromnej, naukowej publiczności. Jednak Steve Reeves nadał greckim wierszom dodatkowy wymiar, którego potrzebowali, aby je ożywić i spopularyzować dla wszystkich na wszystkich kontynentach, a dzięki Steve’owi miliony ludzi otrzymały tę kulturę, nawet nie zdając sobie z tego sprawy” – powiedział Francisci.
Wraz z sequelem Herkulesem i królową Lidią był to najbardziej dochodowy film w historii włoskiej kinematografii. Jego sukces rozpoczął we włoskim kinie modę na kino peplum, a ze Steve’a Reevesa uczynił gwiazdę europejskiego kina. Autorzy książki Italian Sword and Sandal Films, 1908-1990 są zdania, że Reeves swoją kreacją uczynił ikoniczną jak Béli Lugosi hrabię Drakulę czy Buster Crabbe Flasha Gordona. Według Stana Lee postać Herkulesa w interpretacji Reevesa była główną inspiracją Marvel Comics do stworzenia superbohatera Herkulesa. Herkules zainspirował też amerykańskiego kulturystę i aktora Lou Ferrigno do podjęcia zawodu i Sylvestra Stallone’a: „Pamiętam, jak oglądałem takie rzeczy jak Na nabrzeżach i zawsze kończyłem na głębokim chrapaniu. Ale pewnego dnia zobaczyłem Steve’a Reevesa w Herkulesie i pomyślałem »Hej, dla Brando to jedno, by przeciwstawić się związkowi, ale ten dziwak z brodą i dużymi łydkami może sam zburzyć świątynię. Jest w stanie pokonać całą rzymską armię, używając tylko szczęki idioty, a ja też bym tak chciał!«” .
Wizerunek Herkulesa oswabadzającego się z łańcuchów dzięki swej nadludzkiej sile wyrył się w popkulturze. Po tym filmie nastała fala włoskich produkcji o Herkulesie i innych greckich herosach.
Sukces kasowy Herkulesa w Ameryce Północnej uczynił z Levine’a narodowego celebrytę, który chętniej zajmował się dystrybucją europejskich filmów na rynek amerykański, często bardziej ambitnych m.in. Matka i córka (1960) czy 8½ (1963).